# Ташкентский путепровод
Ташке́нтский путепрово́д (иногда Митрофа́ньевский, официального названия нет) — демонтированный путепровод в Московском районе Санкт-Петербурга. Был переброшен через бывшую Варшавскую железнодорожную линию в створе Детского переулка.
Проезд на путепровод осуществлялся по двум безымянным улицам, проходящим вдоль железной дороги по насыпи: западная проходит от Малой Митрофаньевской улицы до Старообрядческой улицы, восточная — от Малой Митрофаньевской улицы до Ташкентской улицы (отсюда народное название).

## История
Ташкентский путепровод был построен в 1900—1901 годах вместо ранее существовавшего переезда. Необходимость в мосте появились в связи с развитием Варшавского вокзала и увеличения интенсивности движения поездов по идущей к нему Варшавской железнодорожной линии. Эта линия существовала до 1967 года и шла с севера на юг вдоль современной Варшавской улицы — по одному из проектов её продления она должна была пройти под путепроводом, но проект был отменён.
Изначально мостовое полотно путепровода состояло из двойного деревянного настила, в дальнейшем его заменили на железобетонные плиты. В 1959—1960 годах прошел капитальный ремонт путепровода.
В 1997 году Ташкентский путепровод был закрыт для движения в связи с аварийным состоянием. В ноябре 2002 года начался капитальный ремонт, генподрядчиком по заказу ОАО «РЖД» выступало ООО «ФСК „Мостоотряд-47“». 15 мая 2003 года путепровод был вновь открыт для движения. По сути, был построен абсолютно новый путепровод на месте старого.
Официального названия путепровод не имел. На различных картах он был как Ташкентский и Митрофаньевский. Однако в мае 2014 года название Митрофаньевский путепровод было присвоено автомобильному мосту в створе Митрофаньевского шоссе и Кубинской улицы. Присвоение названия путепроводу в створе Детского переулка топонимическая комиссия сочла непродуктивным, поскольку в рамках застройки территории «Измайловской перспективы» жилым микрорайоном он должен был быть снесен вслед за железнодорожной линией.
В ночь на 15 мая 2020 года путепровод был снесён, его заменил вновь созданный проезд по земле в 250 метрах к югу.

## Галерея

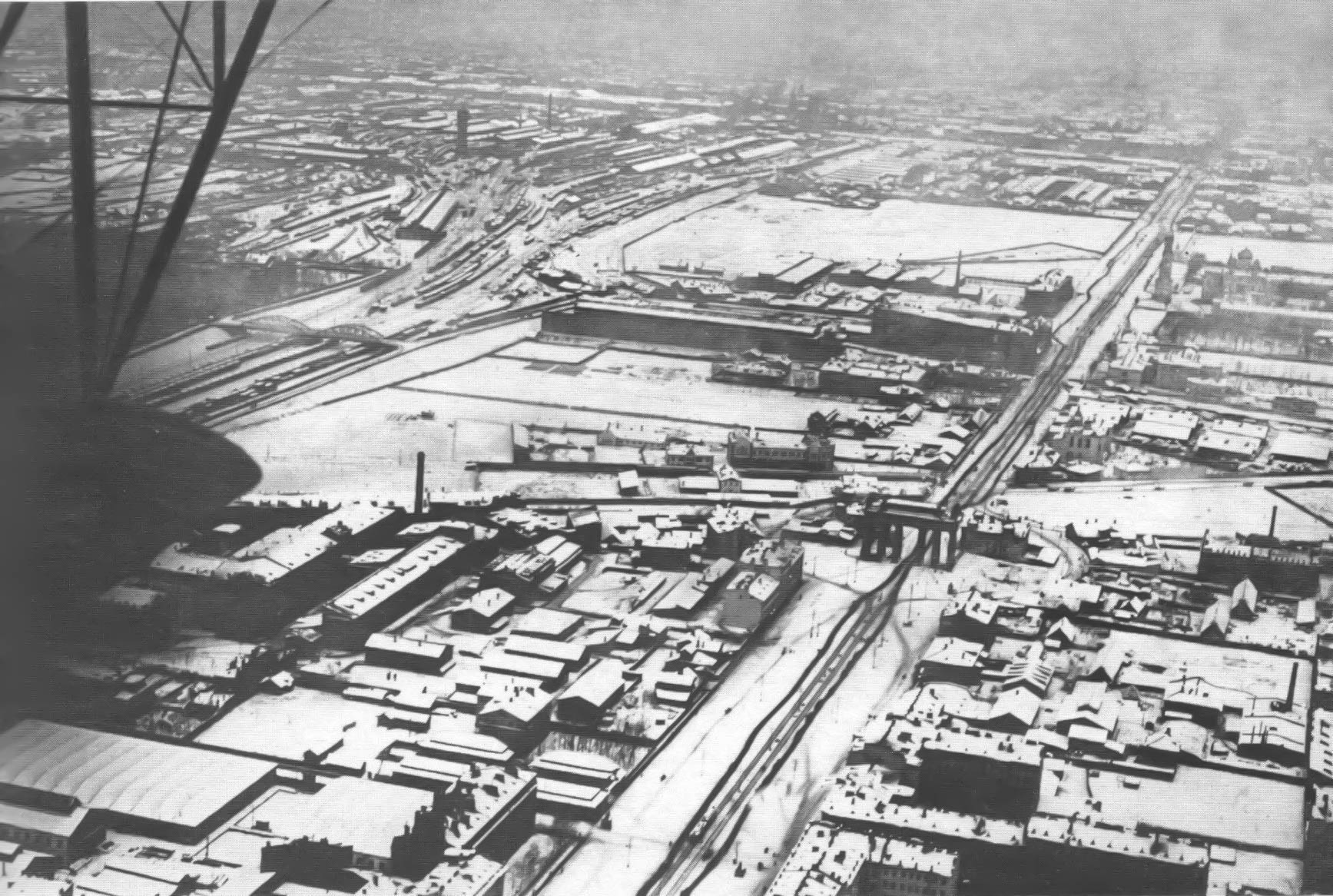
Ташкентский путепровод на аэрофотоснимке 1914 года
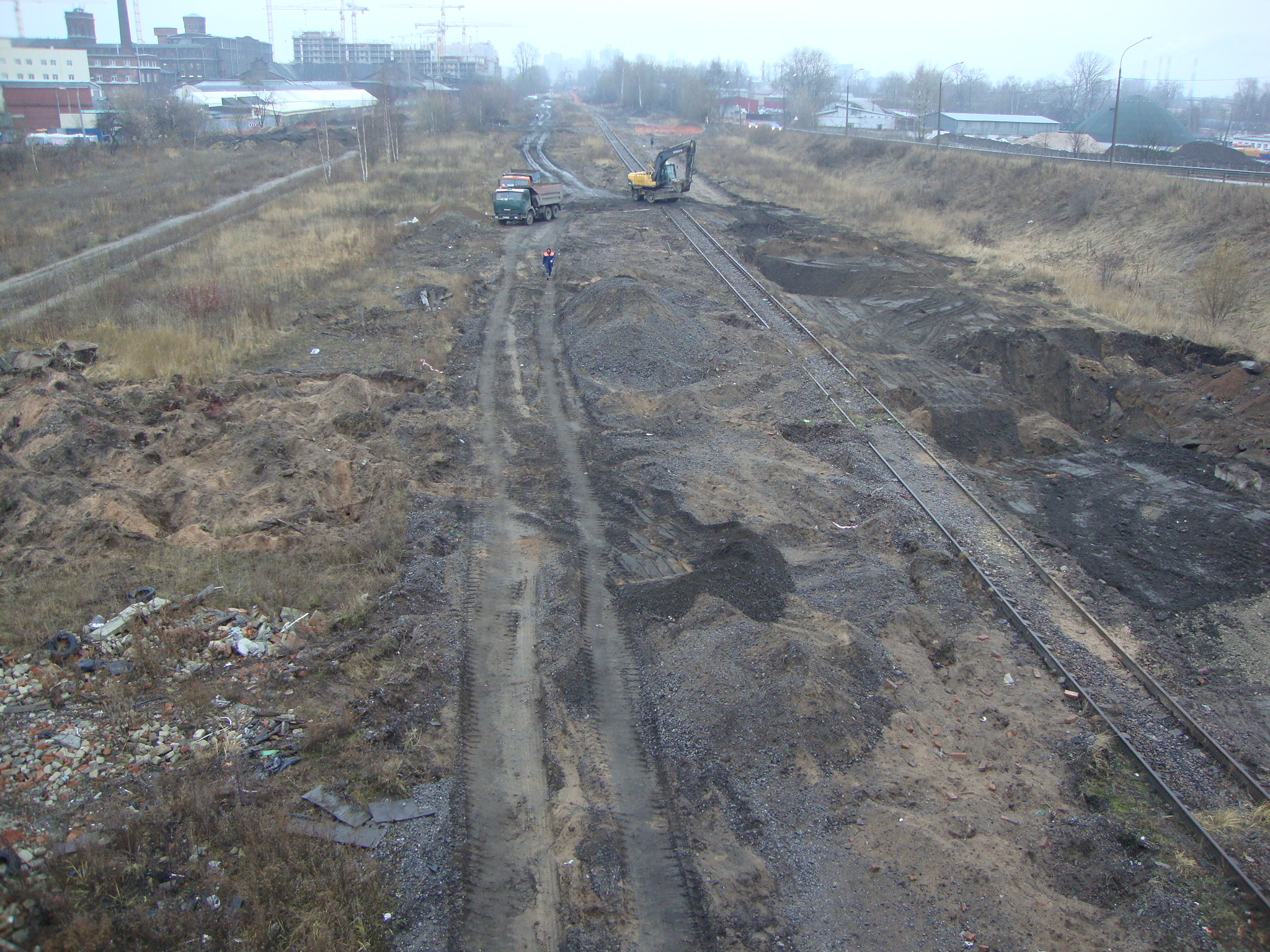
Вид с Ташкентского путепровода: рекультивация территории подъездных путей к Варшавскому вокзалу (2014)
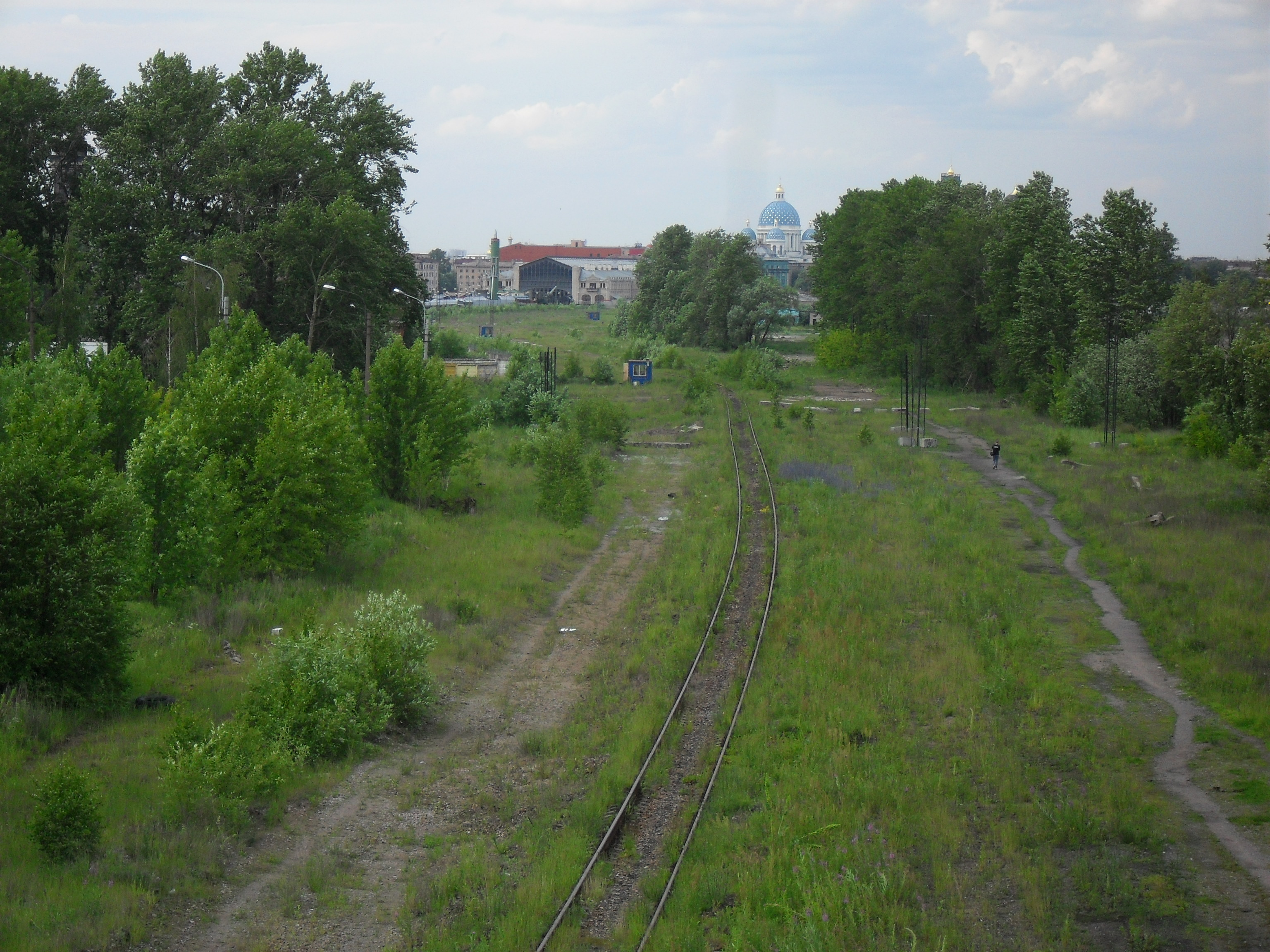
Вид в другую сторону (2016)
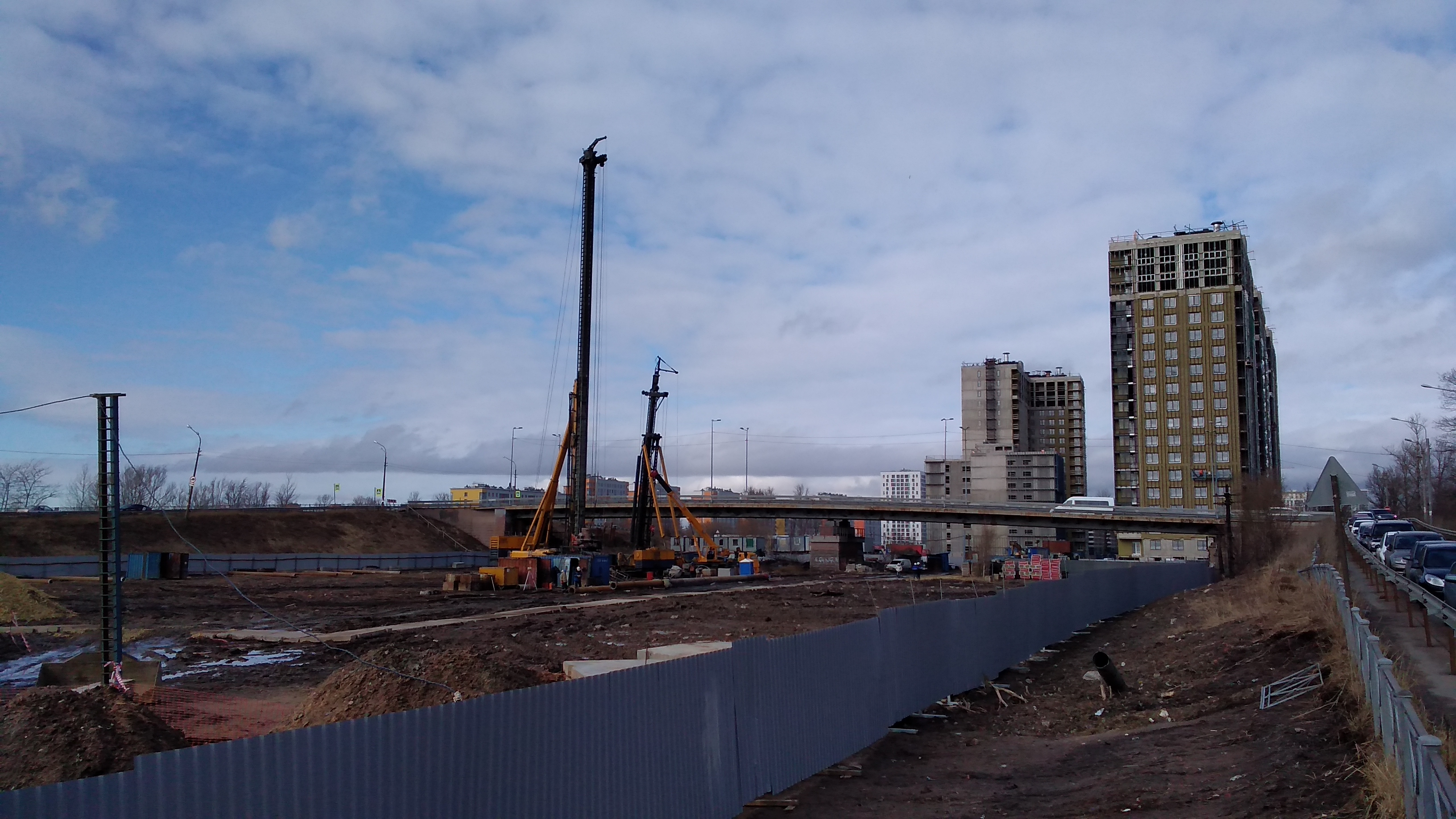
Путепровод в марте 2020 года незадолго до сноса
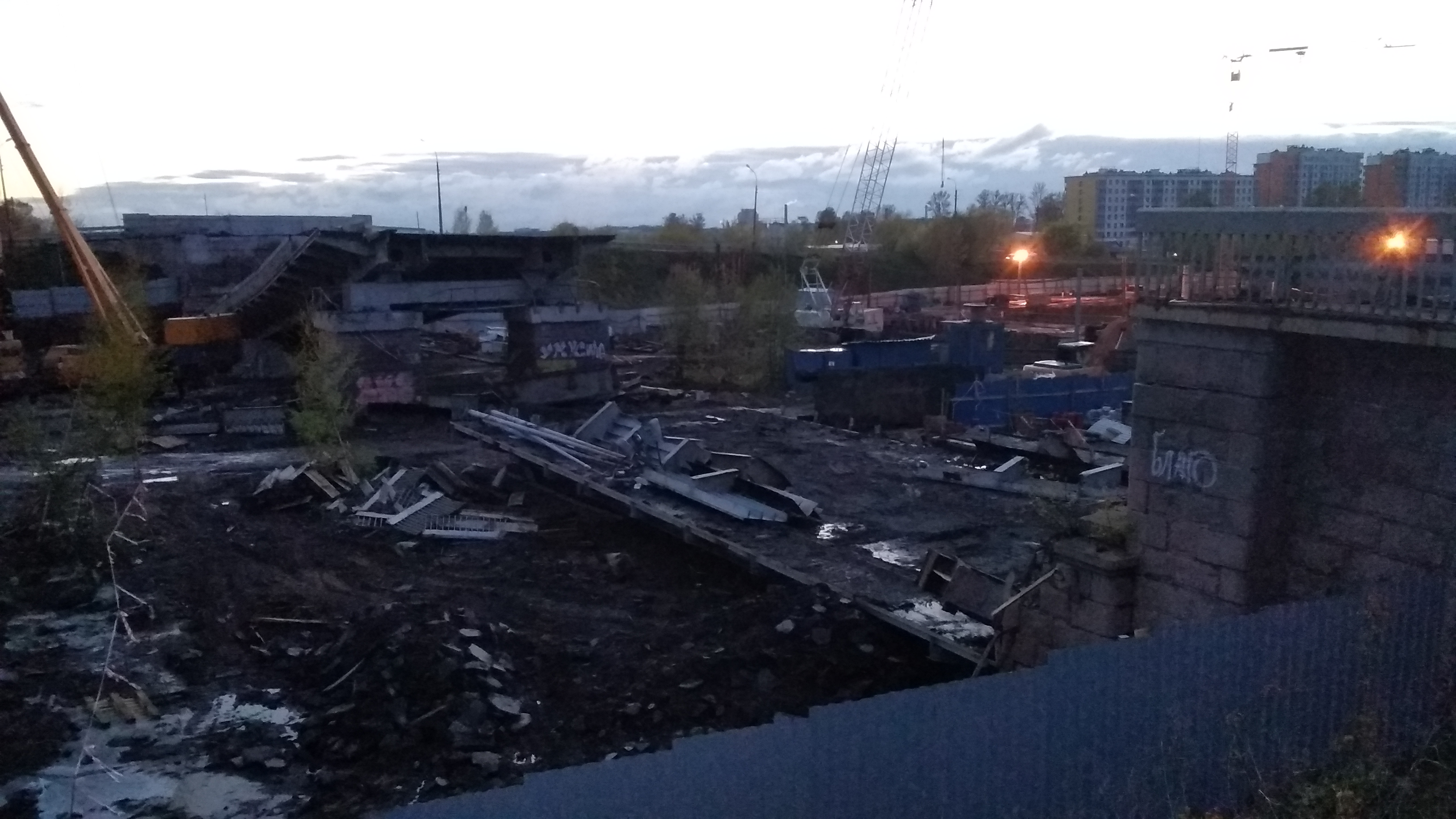
На следующий день после сноса
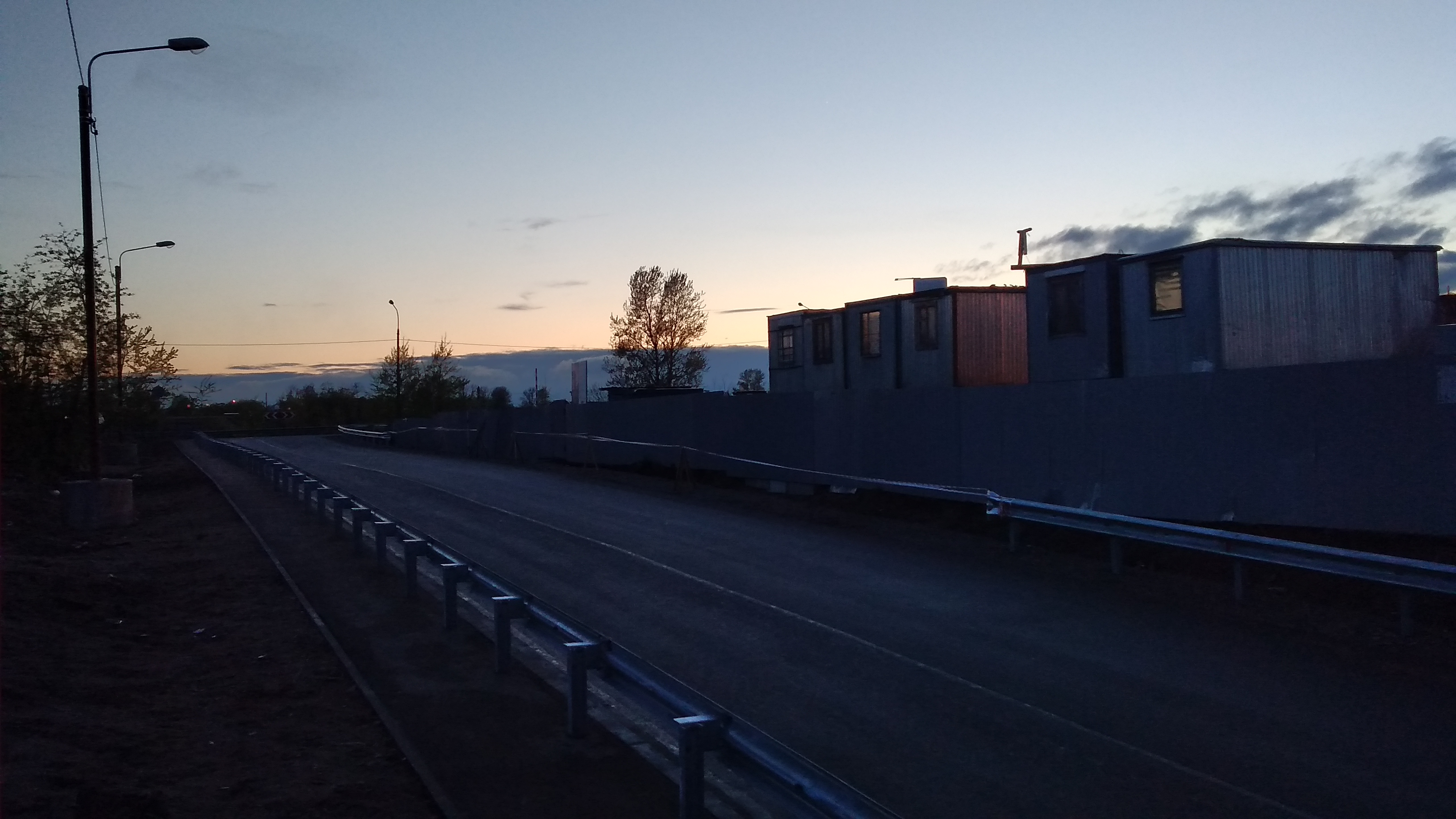
Временный проезд, заменивший путепровод